# Alien Shooter 2
Alien Shooter 2 (название на Западе — Alien Shooter: Vengeance) — компьютерная игра, аркада с элементами ролевой игры, разработанная компанией Sigma Team. Русскоязычная версия игры выпущена в сентябре 2006 года, англоязычная — в феврале 2007 года. Является продолжением популярной игры Alien Shooter, которая увидела свет в 2003.

## Сюжет
Наёмнику приходит предложение расследовать инцидент, произошедший в одном из исследовательских центров корпорации Магма.

## Alien Shooter 2: Золотое издание
Летом 2007 года выпущена версия под названием Alien Shooter 2. Золотое издание (Gold Edition). Она была выпущена на одном DVD, в отличие от оригинальной версии, которая выпускалась на двух CD. Золотое издание содержит в себе патч до версии 1.1, не имеет защиты от копирования StarForce и работает без диска. Помимо Alien Shooter 2 в качестве бонуса на диске есть первая часть игры Alien Shooter с обоими дополнениями Alien Shooter: Fight for Life и Alien Shooter: The Experiment.

## Alien Shooter 2: Перезагрузка
Осенью 2008 года вышла Alien Shooter 2 — Перезагрузка (название на Западе — Alien Shooter 2 — Reloaded) — версия игры, сделанная специально для продажи через интернет по shareware-схеме, вследствие чего её дистрибутив отличается сравнительно небольшим размером (около 480 Мб). Размер был уменьшен за счет удаления из игры файлов озвучивания (оставлены только субтитры). В этой версии упрощена RPG-система (убраны скиллы оружия), изменено количество ячеек для имплантатов, добавлено два новых уровня (7-й и 8-й по счёту), добавлен режим GunStand, который, по словам разработчиков, они тщательно балансировали и оттачивали .

## Отзывы
| Сводный рейтинг | Сводный рейтинг |
| Агрегатор       | Оценка          |
| --------------- | --------------- |
| GameRankings    | 70,39 %         |